# Gerald Moore

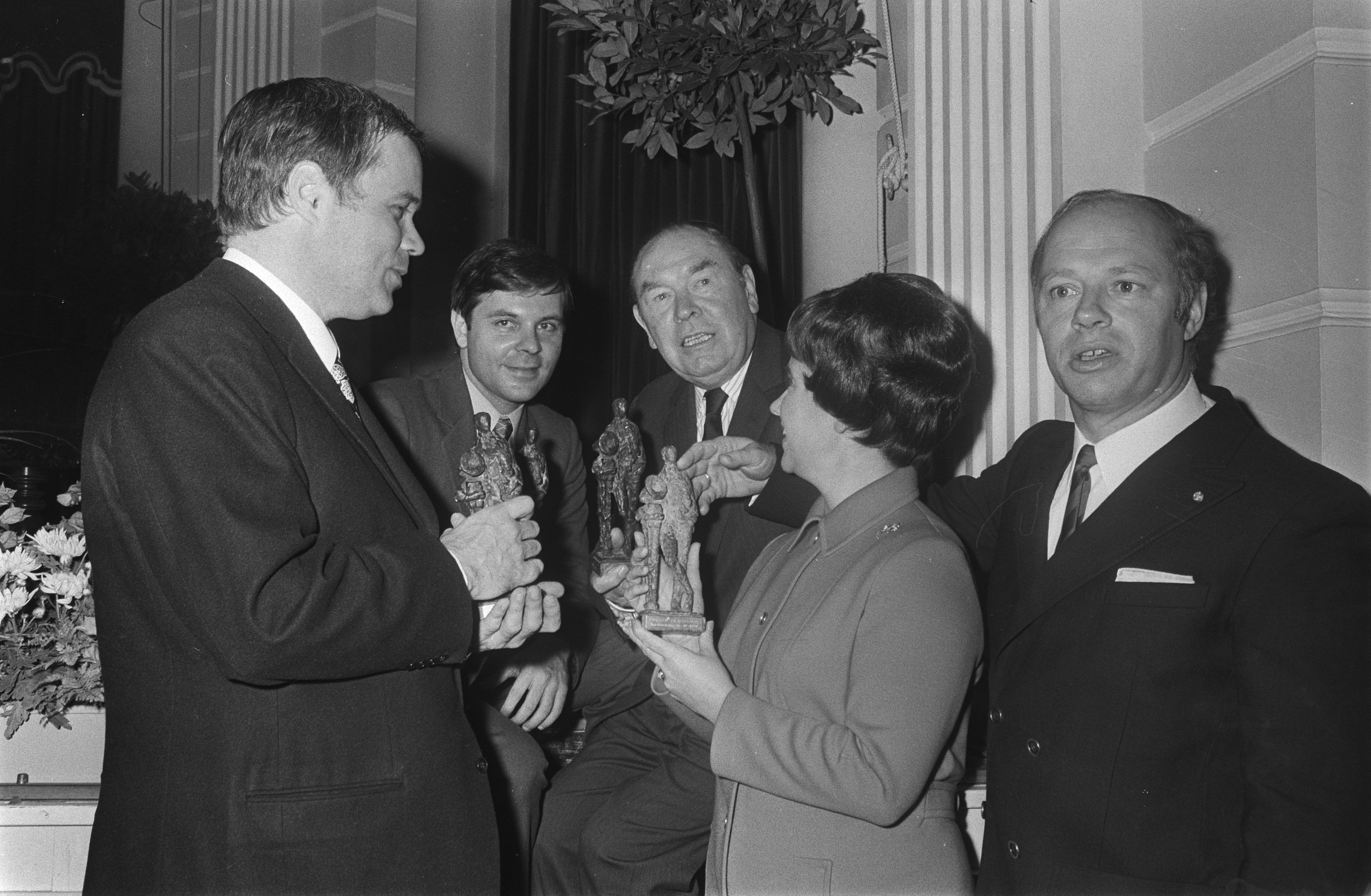
Dietrich Fischer-Dieskau, Stephen Kovacevich, Gerald Moore, Elly Ameling & Bernard Haitink (1970)

Gerald Moore (30 de julio de 1899 - 13 de marzo de 1987) fue un pianista inglés.

## Biografía
Moore nació en Watford, pero recibió parte de su educación musical en Toronto (Canadá), donde su familia emigró en su infancia, y donde fue organista en la iglesia de Santo Tomás.
Ha acompañado a grandes músicos como Pau Casals, pero consiguió la fama por sus trabajos con grandes cantantes como John McCormack, Dietrich Fischer-Dieskau, Elisabeth Schwarzkopf, Maggie Teyte y Kathleen Ferrier. 
Moore dio también numerosas conferencias y escribió sus memorias Am I Too Loud?: Memories of An Accompanist, en 1962 . Publicó otros dos volúmenes de autobiografía, Farewell Recital: Further Memoirs (1978) y Furthermoore (1983). Estas actividades literarias continuaron tras su concierto de despedida de 1967, en el que acompañó a tres de los cantantes con quienes más había trabajado: Dietrich Fischer-Dieskau, Victoria de los Ángeles y Elisabeth Schwarzkopf. Este concierto homenaje tuvo lugar en  el Royal Festival Hall de Londres, el 20 de febrero de 1967 y  quedo registrado en una grabación de referencia.  Moore dejó de realizar grabaciones en 1975.
Moore fue ascendido a la orden de comandante de la Orden del Imperio Británico (CBE) en 1954. Murió en Buckinghamshire en 1987.

## Publicaciones
- The Unashamed Accompanist (1943).
- Singer And Accompanist (1953).
- Am I Too Loud?: Memories Of An Accompanist (1962).